# My Sister, My Sitter
"My Sister, My Sitter" är avsnitt 17 från säsong åtta av Simpsons och sändes på Fox i USA den 2 mars 1997. I avsnittet går Marge och Homer ut en kväll till stadens nya restaurangområde vid vattnet. Lisa blir under tiden barnvakt till Bart och Maggie. Bart vill inte ha Lisa som barnvakt och försöker vara så jobbig som möjligt och skadar sig, Lisa måste då försöka fixa Barts skada utan att familjen upptäcker vad som hänt. Avsnittet skrevs av Dan Greaney och regisserades av Jim Reardon. Avsnittet handlar om relationen mellan Bart och Lisa och har använts i beskrivningar om hur det är barnvakta sin syskon, avsnittet har mest fått positiva recensioner.

## Handling
Efter att Lisa läst "Babysitter Twins" tillsammans med Janey bestämmer hon sig för att bli barnvakt. Hon har svårt att få uppdrag då ingen vill anställa henne då hon bara är åtta år men efter några dagar anlitar Ned henne då han måste iväg efter att Maude blivit gisslan i det heliga landet. Lisa visar sig vara den bästa barnvakten som Ned har haft och det går bra när hon vaktar Rod och Todd. Ryktet sprids att Lisa är en bra barnvakt och hon börjar vakta ungarna i Springfield
Springfield har gjort om sin vattenpir till ett restaurangområde. Marge och Homer ska gå på invigningen och låter Lisa sitta barnvakt till Bart och Maggie. Bart tänker inte acceptera det och bestämmer sig för att vara extrem jobbig, han låtsas inte höra vad hon säger, beställer saker åt henne och får Maggie att äta mockaglass. Lisa försöker få tag i Bart då han springer iväg från henne och han snubblar nedför trappan och bryter ena armen. Bart börjar sen slå sig själv så att han får mer skador så Lisa inte får sitta barnvakt igen, det slutar med att han tappar medvetandet. Lisa tar Bart till Dr. Nick Riviera men då är det lång väntan hos honom tar hon honom till sjukhuset istället.
Då Lisa håller på att skjutsa honom till sjukhuset blir de stoppade av polisen som ber henne att gå med trafiken då hon går på gatorna, då hon sen tittar till Bart visar det sig att han rullat ner för en klippa och hon följer efter honom till marken som slutar vid vattenpiren där Marge och Homer upptäcker dem. Dr Hibbert kollar till Bart och inser att hans skada är orsakad av en dålig barnvakt. Barts arm blir gipsad och Lisa får inga barnvakts uppdrag längre till en början tills Ned Flanders ringer igen som inte bryr sig om att hon skadade Bart.

## Produktion
Avsnittet regisserades av Jim Reardon och skrevs av Dan Greaney. Avsnittet handlar om syskonrelationen mellan Bart och Lisa. Greaney gillar skriva avsnittet med dem då han anser sig vara bra på att skriva avsnitt ur barnperspektiv.  Idén om vattenpiren kom från Baltimore som försöker hela tiden fixa dåliga platser.

## Kulturella referenser
Lisa och Janey läser i avsnittet The Babysitter Twins som är en parodi på The Baby-Sitters Club. I vattenpiren öppnar Rainier Wolfcastle restaurangen "Planet Hype". som är en parodi på Planet Hollywood. Wolfcastle är en parodi på Arnold Schwarzenegger, som också öppnade Planet Hollywood med andra skådespelare.  Enligt Matt Groening hade de planer på ett avsnitt om Planet Hollywood med flera gästskådespelare men den gjordes aldrig då det visade sig vara en idé av agenter från restaurangen men ingen av ägarna vill medverka som sig själva.

## Mottagande
Avsnittet hamnade på plats 47 över mest sedda program under veckan med en Nielsen ratings på 9.0, vilket gav 8,7 miljoner hushåll. Det var det femte mest seeda programmet på Fox under veckan. Avsnittet har mest fått positiva recensioner, i boken I Can't Believe It's a Bigger and Better Updated Unofficial Simpsons Guide har Warren Martyn och Adrian Wood kallat avsnittet för smart och lite annorlunda, två historier som inte är som de brukar. Tim Raynor på DVDTown.com har sagt att avsnittet är fullt av ovanligheter, rolig att analysera om vad du kan få av Bart och andra dumma personer i serien. Från DVD Movie Guide har Colin Jacobson skrivit att delen med Lisa som barnvakt till olika barn är rolig och den har många ovanliga händelser som får Lisa att hamna i oväntade situationer, hennes konflikt med Bart skapar realism och tar fram komedi.
Elaine E Sutherland från Law Society of Scotland's Family Law Sub-Committee och professor i Stirling University har använt avsnittet för att beskriva problemet med att låta sina barn vakta de andra då ett av barnen är moget att vara barnvakt men andra inte accepterar barnvaktens makt. Enligt Alan S. Brown och Chris Logan i  The Psychology of the Simpsons: D’oh!, anser de att avsnittet är ett exempel på hur kvinnlig ilska sällan löser problem då hon börjar göra beslut som inte bra. Chris Turner har i boken Planet Simpson skrivit att vattenpiren ser så satirisk ut att det nästan blir en dokumentär då de gör om ett historiskt industriområdet till ett gatuområde. Han har kallat avsnitt som ett bevis om hur kulturen i Springfield flyttas till framsidan och centreras.